# Ashutosh Gowariker
Ashutosh Gowariker (Bombay, 15 février 1964 - ) est un acteur, scénariste, producteur et réalisateur indien.
Après dix années de carrière comme acteur, il passe derrière la caméra et réalise plusieurs films. Il connaît un certain succès hors de l'Inde en particulier avec le film Lagaan qui jouit d'une distribution mondiale et est nommé à l'Oscar du meilleur film international. Son film suivant Swades : Nous, le peuple connaît aussi un succès critique international.

## Filmographie

### Réalisateur

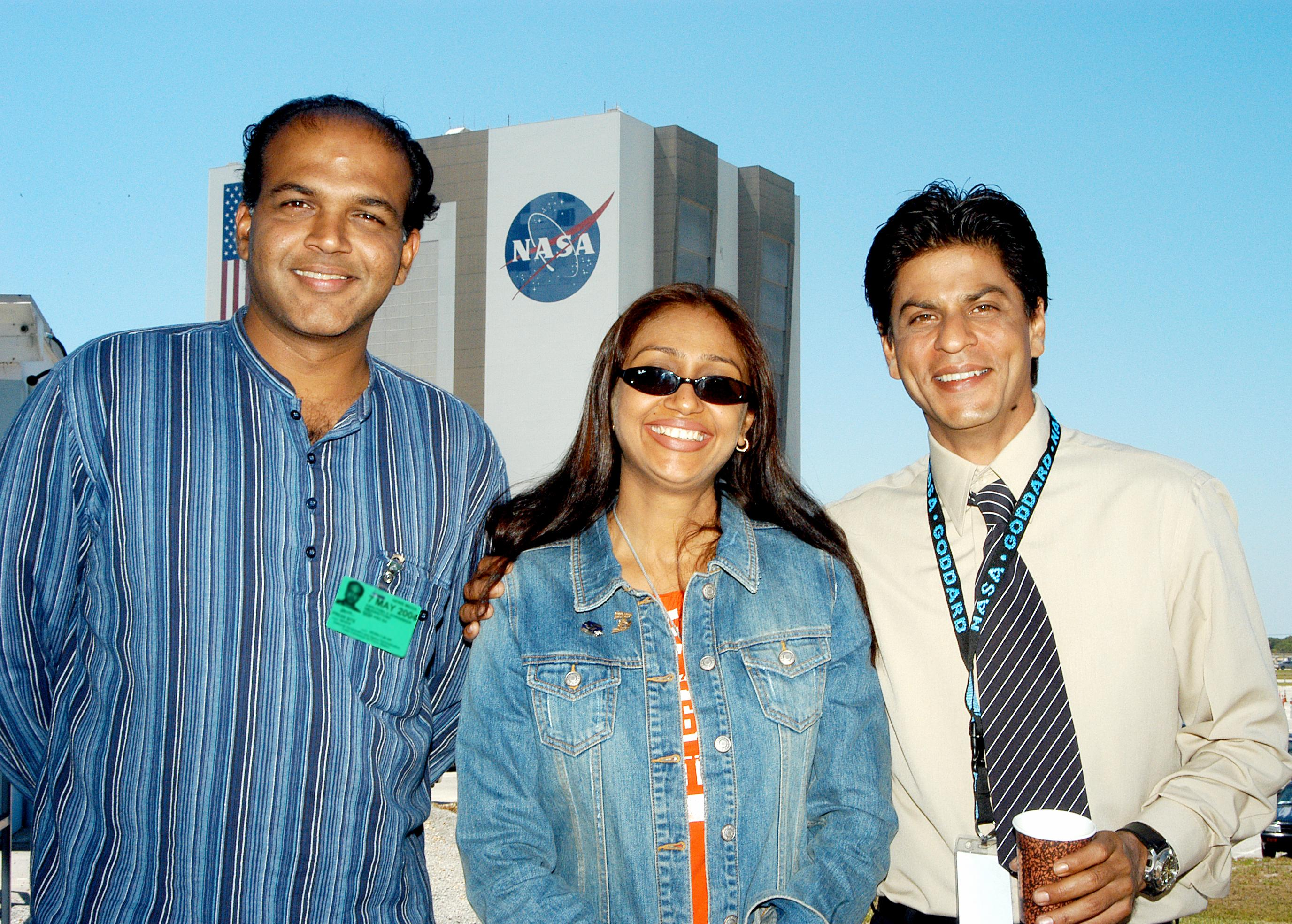
Ashutosh Gowariker à gauche

- 1993 : Pehla Nasha, avec Deepak Tijori, Raveena Tandon et Pooja Bhatt
- 1995 : Baazi, avec Aamir Khan et Mamta Kulkarni
- 2001 : Lagaan, avec Aamir Khan, Gracy Singh, Rachel Shelley et Paul Blackthorne
- 2004 : Swades : Nous, le peuple, avec Shahrukh Khan et Gayatri Joshi
- 2008 : Jodhaa Akbar, avec Aishwarya Rai et Hrithik Roshan
- 2009 : What's Your Raashee? avec Harman Baweja et Priyanka Chopra
- 2010 : Khelein Hum Jee Jaan Sey avec Abhishek Bachchan
- 2016 : Mohenjo Daro avec Hrithik Roshan et Pooja Hegde
- 2019 : Panipat

### Acteur
- 1984 : Holi
- 1986 : Naam
- 1987 : West Is West
- 1987 : Kachchi Dhoop, série télévisée
- 1989 : Salim Langde Pe Mat Ro
- 1989 : Goonj
- 1989 : Gawahi
- 1989 : Circus, série télévisée
- 1991 : Indrajeet
- 1992 : Chamatkar
- 1993 : Kabhi Haan Kabhi Naa
- 1994 : Vazir
- 1998 : Sarkarnama
- 1999 : C.I.D., série télévisée
- 1993 : Pehla Nasha
- 1995 : Baazi